# Vasilij Nikolaevič Platov
Vasilij Nikolaevič Platov, in russo Василий Николаевич Платов? (Riga, 24 marzo 1881 – Mosca, 17 luglio 1952), è stato un compositore di scacchi lettone (sovietico dal 1924).
Di professione medico batteriologo, compose circa 200 studi, la maggior parte assieme al fratello Michail, con il quale formò una coppia famosa, nota come «i fratelli Platov».
Collaborò a diverse riviste di scacchi, tra cui «Šachmatnyi Obozrenie», «Šachmaty» e «64». I fratelli Platov erano seguaci della scuola studistica di Troickij, e sono considerati assieme a lui dei pionieri dello studio artistico sovietico. Ottennero una trentina di premiazioni, tra cui quattro primi premi.
Nel 1914 Vasilij e Michail pubblicarono una raccolta di studi in russo e tedesco Sammlung der Endspiel-studien, con una seconda edizione ampliata nel 1928. Sotto il suo nome Vasilij pubblicò la raccolta Selezione di 150 studi (150 избранных современных этюдов, Mosca, 1925).
- Michail Platov (Riga, 5 giugno 1883 – Kargopol, agosto-settembre 1938)

Di professione era ingegnere. Dopo essersi trasferito a Mosca col fratello, andò a vivere in un kolchoz a Serpuchov. A causa di dichiarazioni politiche critiche al regime staliniano, fu condannato a 10 anni nel campo di lavoro di Kargopol, dove morì, probabilmente nel mese di agosto o settembre del 1938. L'ultimo suo segno di vita è stata una lettera datata 22 agosto 1938.

## Uno studio dei fratelli Platov
|   | a | b | c | d | e | f | g | h |   |
| 8 | e7 alfiere del bianco · h7 pedone del nero · d5 pedone del nero · h5 pedone del bianco · d3 pedone del bianco · e3 re del nero · g3 re del bianco · a2 pedone del nero · g1 cavallo del bianco | e7 alfiere del bianco · h7 pedone del nero · d5 pedone del nero · h5 pedone del bianco · d3 pedone del bianco · e3 re del nero · g3 re del bianco · a2 pedone del nero · g1 cavallo del bianco | e7 alfiere del bianco · h7 pedone del nero · d5 pedone del nero · h5 pedone del bianco · d3 pedone del bianco · e3 re del nero · g3 re del bianco · a2 pedone del nero · g1 cavallo del bianco | e7 alfiere del bianco · h7 pedone del nero · d5 pedone del nero · h5 pedone del bianco · d3 pedone del bianco · e3 re del nero · g3 re del bianco · a2 pedone del nero · g1 cavallo del bianco | e7 alfiere del bianco · h7 pedone del nero · d5 pedone del nero · h5 pedone del bianco · d3 pedone del bianco · e3 re del nero · g3 re del bianco · a2 pedone del nero · g1 cavallo del bianco | e7 alfiere del bianco · h7 pedone del nero · d5 pedone del nero · h5 pedone del bianco · d3 pedone del bianco · e3 re del nero · g3 re del bianco · a2 pedone del nero · g1 cavallo del bianco | e7 alfiere del bianco · h7 pedone del nero · d5 pedone del nero · h5 pedone del bianco · d3 pedone del bianco · e3 re del nero · g3 re del bianco · a2 pedone del nero · g1 cavallo del bianco | e7 alfiere del bianco · h7 pedone del nero · d5 pedone del nero · h5 pedone del bianco · d3 pedone del bianco · e3 re del nero · g3 re del bianco · a2 pedone del nero · g1 cavallo del bianco | 8 |
| 7 | e7 alfiere del bianco · h7 pedone del nero · d5 pedone del nero · h5 pedone del bianco · d3 pedone del bianco · e3 re del nero · g3 re del bianco · a2 pedone del nero · g1 cavallo del bianco | e7 alfiere del bianco · h7 pedone del nero · d5 pedone del nero · h5 pedone del bianco · d3 pedone del bianco · e3 re del nero · g3 re del bianco · a2 pedone del nero · g1 cavallo del bianco | e7 alfiere del bianco · h7 pedone del nero · d5 pedone del nero · h5 pedone del bianco · d3 pedone del bianco · e3 re del nero · g3 re del bianco · a2 pedone del nero · g1 cavallo del bianco | e7 alfiere del bianco · h7 pedone del nero · d5 pedone del nero · h5 pedone del bianco · d3 pedone del bianco · e3 re del nero · g3 re del bianco · a2 pedone del nero · g1 cavallo del bianco | e7 alfiere del bianco · h7 pedone del nero · d5 pedone del nero · h5 pedone del bianco · d3 pedone del bianco · e3 re del nero · g3 re del bianco · a2 pedone del nero · g1 cavallo del bianco | e7 alfiere del bianco · h7 pedone del nero · d5 pedone del nero · h5 pedone del bianco · d3 pedone del bianco · e3 re del nero · g3 re del bianco · a2 pedone del nero · g1 cavallo del bianco | e7 alfiere del bianco · h7 pedone del nero · d5 pedone del nero · h5 pedone del bianco · d3 pedone del bianco · e3 re del nero · g3 re del bianco · a2 pedone del nero · g1 cavallo del bianco | e7 alfiere del bianco · h7 pedone del nero · d5 pedone del nero · h5 pedone del bianco · d3 pedone del bianco · e3 re del nero · g3 re del bianco · a2 pedone del nero · g1 cavallo del bianco | 7 |
| 6 | e7 alfiere del bianco · h7 pedone del nero · d5 pedone del nero · h5 pedone del bianco · d3 pedone del bianco · e3 re del nero · g3 re del bianco · a2 pedone del nero · g1 cavallo del bianco | e7 alfiere del bianco · h7 pedone del nero · d5 pedone del nero · h5 pedone del bianco · d3 pedone del bianco · e3 re del nero · g3 re del bianco · a2 pedone del nero · g1 cavallo del bianco | e7 alfiere del bianco · h7 pedone del nero · d5 pedone del nero · h5 pedone del bianco · d3 pedone del bianco · e3 re del nero · g3 re del bianco · a2 pedone del nero · g1 cavallo del bianco | e7 alfiere del bianco · h7 pedone del nero · d5 pedone del nero · h5 pedone del bianco · d3 pedone del bianco · e3 re del nero · g3 re del bianco · a2 pedone del nero · g1 cavallo del bianco | e7 alfiere del bianco · h7 pedone del nero · d5 pedone del nero · h5 pedone del bianco · d3 pedone del bianco · e3 re del nero · g3 re del bianco · a2 pedone del nero · g1 cavallo del bianco | e7 alfiere del bianco · h7 pedone del nero · d5 pedone del nero · h5 pedone del bianco · d3 pedone del bianco · e3 re del nero · g3 re del bianco · a2 pedone del nero · g1 cavallo del bianco | e7 alfiere del bianco · h7 pedone del nero · d5 pedone del nero · h5 pedone del bianco · d3 pedone del bianco · e3 re del nero · g3 re del bianco · a2 pedone del nero · g1 cavallo del bianco | e7 alfiere del bianco · h7 pedone del nero · d5 pedone del nero · h5 pedone del bianco · d3 pedone del bianco · e3 re del nero · g3 re del bianco · a2 pedone del nero · g1 cavallo del bianco | 6 |
| 5 | e7 alfiere del bianco · h7 pedone del nero · d5 pedone del nero · h5 pedone del bianco · d3 pedone del bianco · e3 re del nero · g3 re del bianco · a2 pedone del nero · g1 cavallo del bianco | e7 alfiere del bianco · h7 pedone del nero · d5 pedone del nero · h5 pedone del bianco · d3 pedone del bianco · e3 re del nero · g3 re del bianco · a2 pedone del nero · g1 cavallo del bianco | e7 alfiere del bianco · h7 pedone del nero · d5 pedone del nero · h5 pedone del bianco · d3 pedone del bianco · e3 re del nero · g3 re del bianco · a2 pedone del nero · g1 cavallo del bianco | e7 alfiere del bianco · h7 pedone del nero · d5 pedone del nero · h5 pedone del bianco · d3 pedone del bianco · e3 re del nero · g3 re del bianco · a2 pedone del nero · g1 cavallo del bianco | e7 alfiere del bianco · h7 pedone del nero · d5 pedone del nero · h5 pedone del bianco · d3 pedone del bianco · e3 re del nero · g3 re del bianco · a2 pedone del nero · g1 cavallo del bianco | e7 alfiere del bianco · h7 pedone del nero · d5 pedone del nero · h5 pedone del bianco · d3 pedone del bianco · e3 re del nero · g3 re del bianco · a2 pedone del nero · g1 cavallo del bianco | e7 alfiere del bianco · h7 pedone del nero · d5 pedone del nero · h5 pedone del bianco · d3 pedone del bianco · e3 re del nero · g3 re del bianco · a2 pedone del nero · g1 cavallo del bianco | e7 alfiere del bianco · h7 pedone del nero · d5 pedone del nero · h5 pedone del bianco · d3 pedone del bianco · e3 re del nero · g3 re del bianco · a2 pedone del nero · g1 cavallo del bianco | 5 |
| 4 | e7 alfiere del bianco · h7 pedone del nero · d5 pedone del nero · h5 pedone del bianco · d3 pedone del bianco · e3 re del nero · g3 re del bianco · a2 pedone del nero · g1 cavallo del bianco | e7 alfiere del bianco · h7 pedone del nero · d5 pedone del nero · h5 pedone del bianco · d3 pedone del bianco · e3 re del nero · g3 re del bianco · a2 pedone del nero · g1 cavallo del bianco | e7 alfiere del bianco · h7 pedone del nero · d5 pedone del nero · h5 pedone del bianco · d3 pedone del bianco · e3 re del nero · g3 re del bianco · a2 pedone del nero · g1 cavallo del bianco | e7 alfiere del bianco · h7 pedone del nero · d5 pedone del nero · h5 pedone del bianco · d3 pedone del bianco · e3 re del nero · g3 re del bianco · a2 pedone del nero · g1 cavallo del bianco | e7 alfiere del bianco · h7 pedone del nero · d5 pedone del nero · h5 pedone del bianco · d3 pedone del bianco · e3 re del nero · g3 re del bianco · a2 pedone del nero · g1 cavallo del bianco | e7 alfiere del bianco · h7 pedone del nero · d5 pedone del nero · h5 pedone del bianco · d3 pedone del bianco · e3 re del nero · g3 re del bianco · a2 pedone del nero · g1 cavallo del bianco | e7 alfiere del bianco · h7 pedone del nero · d5 pedone del nero · h5 pedone del bianco · d3 pedone del bianco · e3 re del nero · g3 re del bianco · a2 pedone del nero · g1 cavallo del bianco | e7 alfiere del bianco · h7 pedone del nero · d5 pedone del nero · h5 pedone del bianco · d3 pedone del bianco · e3 re del nero · g3 re del bianco · a2 pedone del nero · g1 cavallo del bianco | 4 |
| 3 | e7 alfiere del bianco · h7 pedone del nero · d5 pedone del nero · h5 pedone del bianco · d3 pedone del bianco · e3 re del nero · g3 re del bianco · a2 pedone del nero · g1 cavallo del bianco | e7 alfiere del bianco · h7 pedone del nero · d5 pedone del nero · h5 pedone del bianco · d3 pedone del bianco · e3 re del nero · g3 re del bianco · a2 pedone del nero · g1 cavallo del bianco | e7 alfiere del bianco · h7 pedone del nero · d5 pedone del nero · h5 pedone del bianco · d3 pedone del bianco · e3 re del nero · g3 re del bianco · a2 pedone del nero · g1 cavallo del bianco | e7 alfiere del bianco · h7 pedone del nero · d5 pedone del nero · h5 pedone del bianco · d3 pedone del bianco · e3 re del nero · g3 re del bianco · a2 pedone del nero · g1 cavallo del bianco | e7 alfiere del bianco · h7 pedone del nero · d5 pedone del nero · h5 pedone del bianco · d3 pedone del bianco · e3 re del nero · g3 re del bianco · a2 pedone del nero · g1 cavallo del bianco | e7 alfiere del bianco · h7 pedone del nero · d5 pedone del nero · h5 pedone del bianco · d3 pedone del bianco · e3 re del nero · g3 re del bianco · a2 pedone del nero · g1 cavallo del bianco | e7 alfiere del bianco · h7 pedone del nero · d5 pedone del nero · h5 pedone del bianco · d3 pedone del bianco · e3 re del nero · g3 re del bianco · a2 pedone del nero · g1 cavallo del bianco | e7 alfiere del bianco · h7 pedone del nero · d5 pedone del nero · h5 pedone del bianco · d3 pedone del bianco · e3 re del nero · g3 re del bianco · a2 pedone del nero · g1 cavallo del bianco | 3 |
| 2 | e7 alfiere del bianco · h7 pedone del nero · d5 pedone del nero · h5 pedone del bianco · d3 pedone del bianco · e3 re del nero · g3 re del bianco · a2 pedone del nero · g1 cavallo del bianco | e7 alfiere del bianco · h7 pedone del nero · d5 pedone del nero · h5 pedone del bianco · d3 pedone del bianco · e3 re del nero · g3 re del bianco · a2 pedone del nero · g1 cavallo del bianco | e7 alfiere del bianco · h7 pedone del nero · d5 pedone del nero · h5 pedone del bianco · d3 pedone del bianco · e3 re del nero · g3 re del bianco · a2 pedone del nero · g1 cavallo del bianco | e7 alfiere del bianco · h7 pedone del nero · d5 pedone del nero · h5 pedone del bianco · d3 pedone del bianco · e3 re del nero · g3 re del bianco · a2 pedone del nero · g1 cavallo del bianco | e7 alfiere del bianco · h7 pedone del nero · d5 pedone del nero · h5 pedone del bianco · d3 pedone del bianco · e3 re del nero · g3 re del bianco · a2 pedone del nero · g1 cavallo del bianco | e7 alfiere del bianco · h7 pedone del nero · d5 pedone del nero · h5 pedone del bianco · d3 pedone del bianco · e3 re del nero · g3 re del bianco · a2 pedone del nero · g1 cavallo del bianco | e7 alfiere del bianco · h7 pedone del nero · d5 pedone del nero · h5 pedone del bianco · d3 pedone del bianco · e3 re del nero · g3 re del bianco · a2 pedone del nero · g1 cavallo del bianco | e7 alfiere del bianco · h7 pedone del nero · d5 pedone del nero · h5 pedone del bianco · d3 pedone del bianco · e3 re del nero · g3 re del bianco · a2 pedone del nero · g1 cavallo del bianco | 2 |
| 1 | e7 alfiere del bianco · h7 pedone del nero · d5 pedone del nero · h5 pedone del bianco · d3 pedone del bianco · e3 re del nero · g3 re del bianco · a2 pedone del nero · g1 cavallo del bianco | e7 alfiere del bianco · h7 pedone del nero · d5 pedone del nero · h5 pedone del bianco · d3 pedone del bianco · e3 re del nero · g3 re del bianco · a2 pedone del nero · g1 cavallo del bianco | e7 alfiere del bianco · h7 pedone del nero · d5 pedone del nero · h5 pedone del bianco · d3 pedone del bianco · e3 re del nero · g3 re del bianco · a2 pedone del nero · g1 cavallo del bianco | e7 alfiere del bianco · h7 pedone del nero · d5 pedone del nero · h5 pedone del bianco · d3 pedone del bianco · e3 re del nero · g3 re del bianco · a2 pedone del nero · g1 cavallo del bianco | e7 alfiere del bianco · h7 pedone del nero · d5 pedone del nero · h5 pedone del bianco · d3 pedone del bianco · e3 re del nero · g3 re del bianco · a2 pedone del nero · g1 cavallo del bianco | e7 alfiere del bianco · h7 pedone del nero · d5 pedone del nero · h5 pedone del bianco · d3 pedone del bianco · e3 re del nero · g3 re del bianco · a2 pedone del nero · g1 cavallo del bianco | e7 alfiere del bianco · h7 pedone del nero · d5 pedone del nero · h5 pedone del bianco · d3 pedone del bianco · e3 re del nero · g3 re del bianco · a2 pedone del nero · g1 cavallo del bianco | e7 alfiere del bianco · h7 pedone del nero · d5 pedone del nero · h5 pedone del bianco · d3 pedone del bianco · e3 re del nero · g3 re del bianco · a2 pedone del nero · g1 cavallo del bianco | 1 |
|   | a | b | c | d | e | f | g | h |   |

Soluzione: